# Esboço
Um esboço ou sketch (do inglês sketch, que por sua vez deriva primordialmente do grego σχέδιος – schedios, "temporário") é qualquer obra em estado inicial, que se encontre inacabada porque ainda possui muito pouca informação. É o conjunto dos objetos iniciais, mais gerais e elementares da obra a ser composta.
Também se denomina esboço qualquer rascunho ou delineamento inicial elaborado com o propósito de facilitar uma análise preliminar a respeito da realização de uma obra. Por exemplo: antes de fazer um desenho, uma pessoa pode querer elaborar um modelo simplificado dele. Tal modelo facilitará a consecução de projetos ou ideias, além de poder ser útil na hora de definir onde serão necessárias modificações ou adaptações.
Os sketchbooks de alguns artistas individuais tornaram-se muito conhecidos, incluindo os de Leonardo da Vinci e Edgar Degas que se tornaram objetos de arte por direito próprio, com muitas páginas que mostram estudos acabados, bem como esboços. O termo "sketchbook" refere-se a um livro de papel em branco em que um artista pode, (ou já tenha) desenhada esboços. O livro pode ser comprado encadernado ou podem compreender folhas soltas de esboços montados ou ligadas entre si.